# Cantone di Châteauneuf-sur-Cher
Il Cantone di Châteauneuf-sur-Cher era una divisione amministrativa dell'arrondissement di Saint-Amand-Montrond.
A seguito della riforma approvata con decreto del 21 febbraio 2014, che ha avuto attuazione dopo le elezioni dipartimentali del 2015, è stato soppresso.

## Composizione
Comprendeva i comuni di:
- Chambon
- Châteauneuf-sur-Cher
- Chavannes
- Corquoy
- Crézançay-sur-Cher
- Saint-Loup-des-Chaumes
- Saint-Symphorien
- Serruelles
- Uzay-le-Venon
- Vallenay
- Venesmes